# Acuerdo de alto el fuego en el Alto Karabaj de 2020
Declaración del cese al fuego completo en Alto Karabaj — es una declaración trilateral entre Azerbaiyán, Rusia y Armenia firmado el 9 de noviembre de 2020 para el fin de la segunda guerra del Alto Karabaj.Fue firmado  por el presidente de Azerbaiyán, Ilham Aliyev, el primer ministro de Armenia, Nikol Pashinián, y el presidente de Rusia, Vladímir Putin, y puso fin a todas las hostilidades en la región de Nagorno-Karabaj a partir de las 00:00 del 10 de noviembre de 2020, hora de Moscú.  El presidente de la autoproclamada República de Artsaj, Arayik Harutyunyan, también acordó el fin de las hostilidades.

## Antecedentes

Situación anterior a la cesación del fuego de la segunda guerra del Alto Karabaj, a partir del 9 de noviembre de 2020.

Los enfrentamientos en la región del Alto Karabaj en el que habita una minoría armenia dentro de Azerbaiyán empezaron en el año 1988. La guerra del Alto Karabaj que terminó con un alto el fuego en 1994, con Armenia al mando de la protección de la región del Alto Karabaj y territorios circundantes. Durante tres décadas se han producido múltiples violaciones del alto el fuego por dos partes, las más graves fueron los enfrentamientos de Alto Karabaj de 2016 y los enfrentamientos en julio de 2020.

## Declaración

Un mapa del acuerdo de alto el fuego en el Alto Karabaj de 2020.
Zonas capturadas por Azerbaiyán, para permanecer bajo su control.
Raión de Kalbajar: Armenia deberá evacuarlo antes del 15 de noviembre.
Raión de Agdam: Armenia deberá evacuarlo antes del 20 de noviembre.
Raión de Lachín: debe ser evacuado por Armenia antes del 1 de diciembre.
Parte de Alto Karabaj sin cesión programada a Azerbaiyán.
Corredor de Lachín, con fuerzas de paz rusas.
Los dos caminos de acceso a Alto Karabaj.
Se establecerá un nuevo corredor de transporte azerí en todo Armenia.
Línea de contacto antes del conflicto de 2020.
Otras zonas reclamadas por Artsakh.

En 2020 después de 44 días de intensos combates, el 10 de noviembre los líderes de Armenia, Azerbaiyán y Rusia firmaron una declaración para finalizar los enfrentamientos en la región del Alto Karabaj. Según los puntos de la declaración desde el 10 de noviembre de 2020, a las 00.00 (hora de Moscú) se anunció un alto el fuego completo en la zona de conflicto de Nagorno Karabaj,  Armenia se compromete a devolver hasta el 20 de noviembre de 2020 la región de Agdam, hasta el 15 de noviembre de 2020 la región de Kalbajar y hasta el 1 de diciembre de 2020 la región de Lachin a la República de Azerbaiyán. Además, en Nagorno Karabaj a lo largo de la línea de contacto y el corredor de Lachín estará ubicado un contingente de mantenimiento de la paz de la Federación de Rusia, el 5 km de ancho del corredor de Lachin permanece bajo el control del contingente de pacificadores ruso, los desplazados internos y los refugiados de Azerbaiyán regresarán al territorio de Nagorno Karabaj y los distritos adyacentes bajo la supervisión de la Oficina del Alto Comisionado de las Naciones Unidas para los Refugiados.
Según el acuerdo también se realizará el canje de prisioneros, rehenes y cadáveres, así como para la comunicación entre Nagorno Karabaj y Armenia durante los próximos tres años se determinará un plan para la construcción de una nueva ruta en el corredor de Lachin. Además se acordaron restaurar todos los enlaces económicos y de transporte de la región y facilitar la construcción de nuevas comunicaciones de transporte para conectarse Najicheván y las regiones occidentales de Azerbaiyán.

## Términos
Nosotros, el presidente de la República de Azerbaiyán Ilham Aliyev, el Primer Ministro de la República de Armenia Nikol Pashinían y el presidente de la Federación de Rusia Vladímir Putin, declaramos lo siguiente:
1. Se declara un alto el fuego completo y la terminación de todas las hostilidades en el área del conflicto de Nagorno-Karabaj a partir de las 12:00 a. m. (medianoche) hora de Moscú del 10 de noviembre de 2020. La República de Azerbaiyán y la República de Armenia, en adelante denominadas las "Partes", se detendrán en sus posiciones actuales.
2. El distrito de Agdam será devuelto a la República de Azerbaiyán antes del 20 de noviembre de 2020.
3. Las fuerzas de establecimiento de la paz de la Federación de Rusia, a saber, 1.960 soldados armados con armas de fuego, 90 vehículos blindados y 380 vehículos de motor y unidades de equipo especial, se desplegarán a lo largo de la línea de contacto en Nagorno-Karabaj y a lo largo del corredor de Lachin.
4. Las fuerzas de pacificación de la Federación de Rusia se desplegarán simultáneamente con la retirada de las tropas armenias. Las fuerzas de mantenimiento de la paz de la Federación de Rusia se desplegarán durante cinco años, un período que se prorrogará automáticamente por períodos subsiguientes de cinco años, a menos que cualquiera de las Partes notifique su intención de poner fin a esta cláusula seis meses antes de la expiración del mandato actual.
5. Para una supervisión más eficaz del cumplimiento de los acuerdos por las Partes, se establecerá un centro de establecimiento de la paz para supervisar el alto el fuego.
6. La República de Armenia devolverá el distrito de Kalbajar a la República de Azerbaiyán antes del 15 de noviembre de 2020 y el distrito de Lachin antes del 1 de diciembre de 2020. El corredor de Lachin (5 km de ancho), que proporcionará una conexión entre Nagorno-Karabaj y Armenia sin pasar por el territorio de Shusha, permanecerá bajo el control de las fuerzas de mantenimiento de la paz de la Federación de Rusia.
Según lo acordado por las Partes, dentro de los próximos tres años, se esbozará un plan para la construcción de una nueva ruta a través del Corredor de Lachin, para proporcionar una conexión entre Nagorno-Karabaj y Armenia, y las fuerzas rusas de mantenimiento de la paz serán posteriormente reubicadas para proteger la ruta.
La República de Azerbaiyán garantizará la seguridad de las personas, vehículos y carga que se desplacen a lo largo del corredor de Lachin en ambas direcciones.
7. Los desplazados internos y los refugiados regresarán al territorio de Nagorno-Karabaj y zonas adyacentes bajo la supervisión del Alto Comisionado de las Naciones Unidas para los Refugiados.
8. Las Partes intercambiarán prisioneros de guerra, rehenes y otras personas detenidas, así como cadáveres.
9. Se desbloquearán todas las conexiones económicas y de transporte de la región. La República de Armenia garantizará la seguridad de las conexiones de transporte entre las regiones occidentales de la República de Azerbaiyán y la República Autónoma de Najicheván a fin de organizar el movimiento sin obstáculos de personas, vehículos y carga en ambas direcciones. El Servicio de Guardia de Fronteras del Servicio Federal de Seguridad de Rusia será responsable de supervisar las conexiones de transporte.
Sujeto a un acuerdo entre las Partes, se garantizará la construcción de nuevas comunicaciones de transporte para unir la República Autónoma de Najicheván con las regiones occidentales de Azerbaiyán.
— Presidente de la República de Azerbaiyán Ilham Aliyev, Primer Ministro de la República de Armenia Nikol Pashinyan y Presidente de la Federación de Rusia Vladímir Putin, "Declaración del Presidente de la República

## Crisis Humanitaria y Nuevo Acuerdo de Paz
Desde diciembre de 2022 se produce un cierre parcial del corredor de Lachin, finalmente es completamente cerrado para casi todas las mercancías por los azeríes salvo para el tránsito de algunas personas o familias de origen armenio. Esta situación provoca una situación de desabastecimiento y una crisis humanitaria a partir de febrero de 2023 en Karabaj. Coincidiendo con esta crisis se reúnen en Washington D. C. en junio de 2023 los ministros de exteriores de Armenia y Azerbaiyán. 
Continúan los desacuerdos sobre el futuro de toda la zona, lo que impide el desarrollo pleno de ambos países. Se ha propuesto recientemente por la diplomacia un acuerdo definitivo de paz donde se modifiquen levemente las fronteras, así el enclave abandonado azerí dentro de armenia de Yujari Askipara y la lengua de terreno azerí dentro de Armenia de los lagos de Kalbayar donde está el monte Porak pasarían oficialmente a ser parte de Armenia, mientras que la totalidad de Nagorno-Karabaj formaría una autonomía étnica armenia dentro de Azerbaiyán con su propio consejo. El resto de enclaves tanto azeríes (Karki) como armenios (Artsvashen) se mantendrían y serían repoblados.